# Ferdinand Ludwig du Trossel
Ferdinand Franz Ludwig Wilhelm du Trossel (* 13. Juli 1781 in Neuruppin; † 5. Februar 1867 in Berlin) war ein preußischer Generalmajor.

## Leben

### Herkunft
Ferdinand Ludwig war der Sohn des preußischen Oberst und Kommandanten von Magdeburg Jakob Ludwig du Trossel (1748–1809) und dessen Ehefrau Sophie Albertine, geborene von Kleist (1758–1843). Ihre Eltern waren der Geheime Rat Friedrich Conrad von Kleist (1726–1808) und dessen Ehefrau Luise Dorothea Julie, geborene von Schwerin, eine Tochter des Generalleutnants Reimar Julius von Schwerin. Seine Mutter war die Schwester des Generalfeldmarschalls Friedrich von Kleist. Seine Tante Wilhelmine Sophie Charlotte Luise (1761–1841) war mit dem Generalleutnant von Brauchitsch verheiratet.

### Militärkarriere
Nach dem Schulbesuch in Neuruppin trat Trossel am 1. Oktober 1795 als Junker in das Dragonerregiment „von Ansbach-Bayreuth“ der Preußischen Armee ein und avancierte bis September 1799 zum Sekondeleutnant. 1806 stieg er zum Regimentsadjutanten auf und nahm während des Vierten Koalitionskrieges an den Kämpfen bei Auerstedt, Nordhausen und Zehdenick sowie der Verteidigung von Danzig teil.
Nach dem Frieden von Tilsit verblieb Trossel in der Armee, wurde im August 1811 Premierleutnant und im Vorfeld der Befreiungskriege am 11. März 1813 Führer des Jägerdetachement des Dragoner-Regiments „Königin“. Am 28. Juni 1813 folgte seine Beförderung zum Stabsrittmeister. In der Schlacht bei Großbeeren erwarb er das Eiserne Kreuz II. Klasse. Außerdem nahm Trossel an den Schlachten bei Dennewitz, Leipzig, Ligny sowie den Gefechten bei Hoyerswerda, Wittstock, Compiegne, Crepy und dem Sturm auf Arnheim teil.
Nach dem Krieg wurde Trossel am 7. Juni 1815 Rittmeister und am 9. März 1816 Eskadronchef. Daran schloss sich ab Februar 1817 Verwendungen im 2. Dragoner-Regiment sowie im 4. Kürassier-Regiment am. Mit seiner Beförderung zum Major wurde Trossel am 14. April 1829 zum Kommandeur des III. Bataillons im 16. Landwehr-Regiment ernannt. Am 25. April 1838 wurde er dann als Brigadier in die 3. Gendarmerie-Brigade versetzt und avancierte in dieser Stellung bis Mitte April 1848 zum Oberst. Anlässlich seines 50-jährigen Dienstjubiläums verlieh ihm König Friedrich Wilhelm IV. am 1. Oktober 1845 den Roten Adlerorden III. Klasse mit Schleife. Am 11. April 1848 wurde er zunächst mit der Wahrnehmung der Geschäfte des Kommandeurs der Landgendarmerie beauftragt und am 18. Oktober 1849 unter Belassung in seiner Stellung als Brigadier zum Kommandeur der Landgendarmerie ernannt. Unter Verleihung des Charakters als Generalmajor nahm Trossel am 12. Februar 1852 seinen Abschied mit Pension. Er starb am 5. Februar 1867 in Berlin und wurde dort am 8. Februar 1867 auf dem Dreifaltigkeitsfriedhof beigesetzt.

### Familie
Trossel heiratete am 8. Juli 1809 in Stendal Karoline von Diringshofen (1787–1852). Das Paar hatte mehrere Kinder:
- Albert (1817–1875), preußischer Generalleutnant ⚭ Luise von Vietinghoff (1833–1865)
- Adelheid (1815–1879) ⚭ 1840 Louis von Freyhold (1811–1866), preußischer Oberst